# ホルネジュイテフ

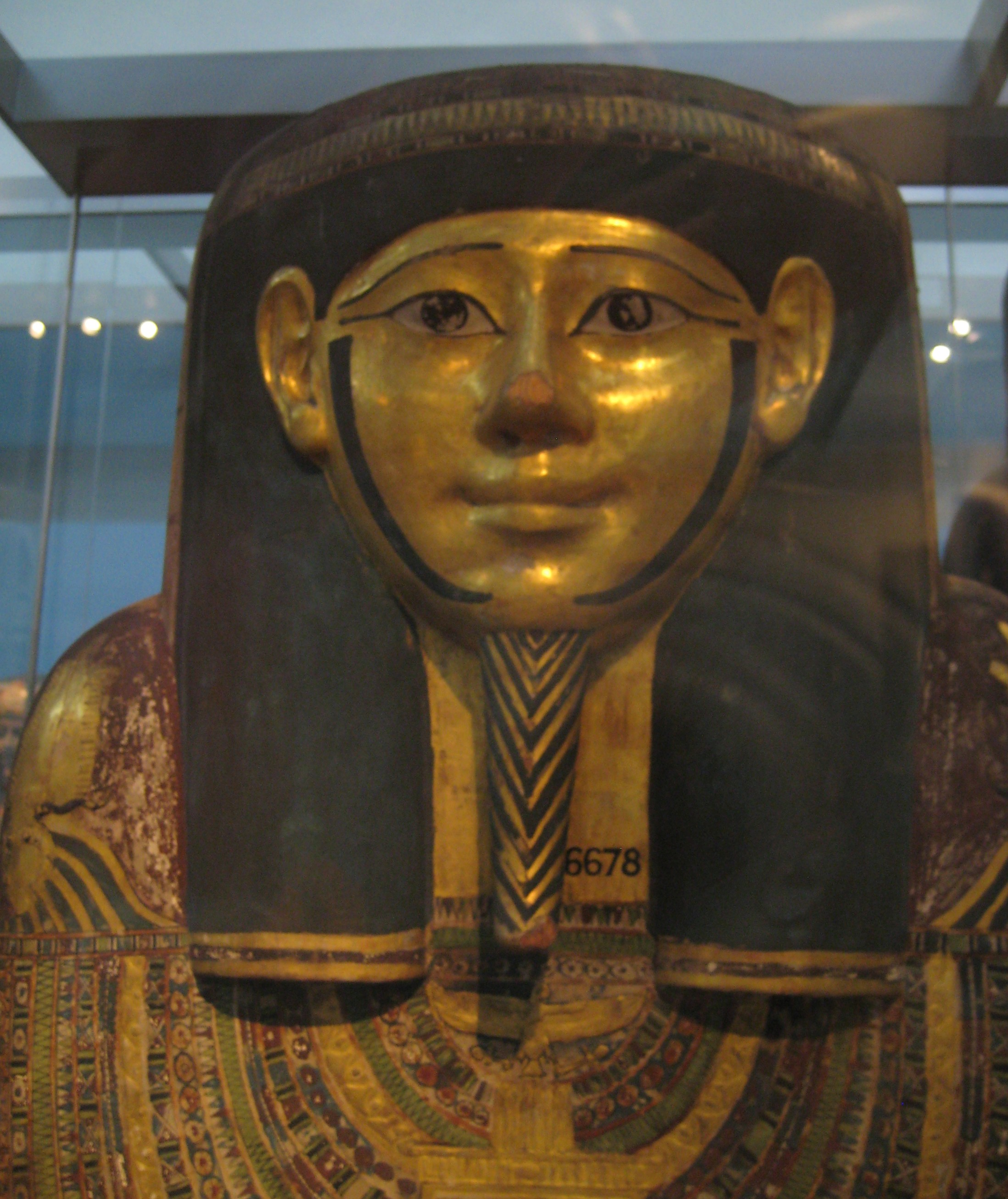
ホルネジュイテフの内棺（上部）

ホルネジュイテフ(Hornedjitef)は、古代エジプトプトレマイオス朝時代の神官。
19世紀にエジプト、ルクソールのテーベ遺跡でミイラと装飾された棺などが発掘され、大英博物館に所蔵されている。

## 概要
内棺に書かれた文字からプトレマイオス3世の治世（紀元前246年-前222年）にカルナックのアメン神殿の神官だったことが分かっている。古代都市テーベ遺跡アサシフで発掘された、精緻な装飾が施された内棺とミイラは、年代がプトレマイオス朝時代(紀元前220年ごろ)とされ、1835年に大英博物館の所蔵品となった。ホルネジュイテフのミイラは、大英博物館館長ニール・マクレガーによる2010年のBBCラジオ4番組『100のモノが語る世界の歴史』で第一番目のモノに選ばれている。ホルネジュイテフの墓からは、ミイラが収められていた棺などの他に『死者の書』が描かれたパピルスや、彩色されたプタハ-セケル(ソカリス)-オシリス神の木像も発見されている。
大英博物館古代エジプト・スーダン部のキュレーター、ジョン・テイラーがミイラをロンドン市内の病院に運びCTスキャンをかけて検査したところ、ホルネジュイテフの死亡年齢は中年から初老で、遺体は一度内臓をとりだして布でくるんだ後に再び体内に戻され保存用に高価な油が注入されるなど当時最高の方法で処理されており、布の下には指輪や宝石類、魔除けやがあること、さらにはホルネジュイテフが脊椎の関節炎を患っていたことなども判明している。

### 関連文献
- Mack, J. (ed.), Masks: the art of expression London: The British Museum Press, 1994
- Strudwick, Nigel, Masterpieces of Ancient Egypt, London: British Museum Publications, 2006
- Walker, S. and Bierbrier, M., Ancient faces: mummy portraits London: The British Museum Press, 1997